# Distretto dello Shuf

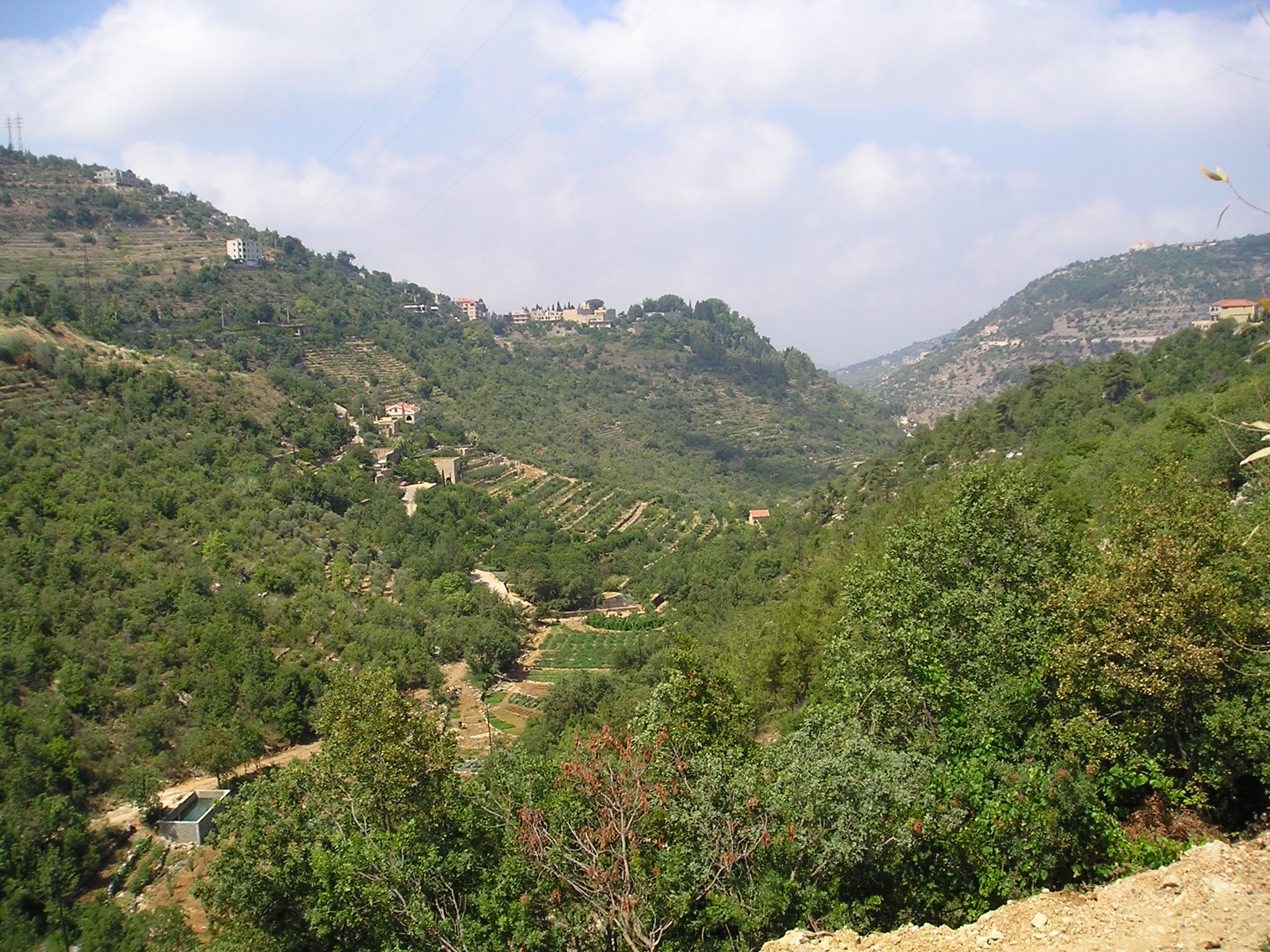
Le montagne dello Shuf

Shūf (arabo جبل الشوف, "Jabal al-Shūf") è una regione storica del Libano nonché distretto del governatorato del Monte Libano con capoluogo Beiteddine.
Sito a SE di Beirut, questa storica regione comprende una stretta striscia costiera con l'importante città cristiana di Damour e le vallate e le montagne che si ergono a ovest del Jabal Barūk ( Monte Benedetto ), il nome locale del massiccio della Montagna Libanese. Lo Shūf è il cuore della comunità libanese drusa, e il leader druso Walīd Jumblatt vi ha la propria residenza, nello storico Palazzo della famiglia Jumblatt (lett. Janbulāṭ), nella cittadina di al-Mukhtāra ( La Prescelta ).

Gli Emiri del Libano erano adusi ad eleggere la propria residenza ufficiale nello Shūf. Il più importante di loro, Bashir Shehab II costruì il magnifico palazzo di Bayt al-Dīn (Beiteddine, Casa della religione ) nel corso della prima metà del XIX secolo. Un'altra storica cittadina è Dayr al-Qamar ( Il Monastero della Luna ).
Un altro ampio centro abitato dello Shūf si chiama Baʿaqlīn. La maggioranza della popolazione è drusa, salvo una famiglia cristiana. Quelle dei Ḥamādeh, Ḥarfūsh, Khodor, Ghussaynī sono le più grandi famiglie. Ci sono più di 7 scuole a Baʿaqlīn, la più importante delle quali è il College Nazionale dello Shūf. Vi è un castello a Baʿaqlīn, chiamato "ʾAsr el-Ḥamādeh" (Castello di Ḥamādeh).
Lo Shūf ha conosciuto nel corso dell'età contemporanea violenti scontri all'interno della sua popolazione drusa e cristiana (per lo più maronita), nel 1848, 1860 e, più pesantemente, nel corso della guerra civile libanese nel 1983-1984 (Guerra della Montagna, ossia Ḥarb al-Jabal ). Numerosi residenti cristiani sono stati costretti ad abbandonare la regione in seguito a tali eventi e non sono ancora ritornati, malgrado alcuni di loro siano tornati e abbiano ricostruito le loro abitazioni nei vari villaggi, distrutti dalle milizie del Partito Socialista Progressista. Solo il villaggio di Kfar Matta rimane senza i suoi abitanti cristiani. La riconciliazione fra le comunità druse e cristiane (artefici, si ricordi, dei processi indipendentistici nel corso del XIX secolo) ha mosso i suoi primi passi l'8 agosto 2001, allorché il Patriarca maronita di Antiochia, il Cardinal Mar Nasrallah Boutros Sfeir ha effettuato una storica visita nello Shūf e si è incontrato col leader druso Walīd Jumblatt. Oggi, i cristiani e i drusi del Libano si sono uniti e alleati per fronteggiare le interferenze esterne nel loro Paese, specialmente quelle della Siria e dell'Iran.
Malgrado una storia sanguinosa, lo Shūf è uno dei distretti libanesi meglio conservati e i suoi aspetti naturalistici sono stati in genere risparmiati dalla frenetica opera di edificazione e di cementificazione conosciuta invece dalle confinanti regioni del Metn e del Kesrouan |Qasrawān). La più estesa foresta di cedri del Libano si trova sulle pendici del Monte Barūk.

## Città e paesi
- Beiteddine
- Deir el Kamar
- Barouk
- Damour
- Dibbiyeh
- Jiyeh
- Kfarfakoud
- Hasrout